# Vynnyky
Vynnyky (en ukrainien : Винники) ou Vinniki (en russe : Винники ; en polonais : Winniki) est une ville du raïon de Lviv, en Ukraine. Sa population s'élevait à 19 037 habitants en 2022.

## Géographie
Vynnyky est située à 8 km à l'est du centre de Lviv et fait désormais partie de son agglomération. Elle est même englobée par son boulevard périphérique.

## Histoire
La première mention de Vynnyky remonte au 22 août 1352. Elle obtient des privilèges urbains (droit de Magdebourg) en 1603. À la fin du XVIIIe siècle, Vynnyky devient un centre de production de tabac. Cette activité est restée depuis cette époque sa principale source de revenus. En 1779, une manufacture de tabac est construite, la Lvovskaïa Tabatchnaïa Fabrika (en russe : Львовская табачная фабрика). Elle emploie entre 500 et 1 000 personnes durant le XIXe siècle. De 1772 à 1918, c'est une part de la Galicie autrichienne puis pendant l'entre-deux-guerres elle devint polonaise de la Voïvodie de Lwów. En 1925, Vynnyky compte environ 5 000 habitants, dont 3 300 Polonais, 2 150 Ruthènes (Ukrainiens), 350 Juifs et 200 Allemands. Vynnyky obtient le statut de ville en 1940.

## Population
Recensements (*) ou estimations de la population :
| 1925  | 1959* | 1970* | 1979*  | 1989*  |
| ----- | ----- | ----- | ------ | ------ |
| 5 000 | 7 194 | 9 290 | 11 026 | 12 308 |

| 2001*  | 2010   | 2011   | 2012   | 2013   |
| ------ | ------ | ------ | ------ | ------ |
| 13 654 | 15 547 | 15 723 | 15 976 | 16 278 |

## Économie
La principale entreprise de Vynnyky est la manufacture de tabac Lvivska Tioutiounova Fabryka (en ukrainien : Львівська Тютюнова Фабрика). Dans les années 1980, l'usine était l'une des toutes premières entreprises d'Ukraine pour la production de tabac. Environ 14 milliards de cigarettes sortaient chaque année de ses ateliers, 70 pour cent de cigarettes sans filtre et 30 pour cent avec filtre.

## Culture

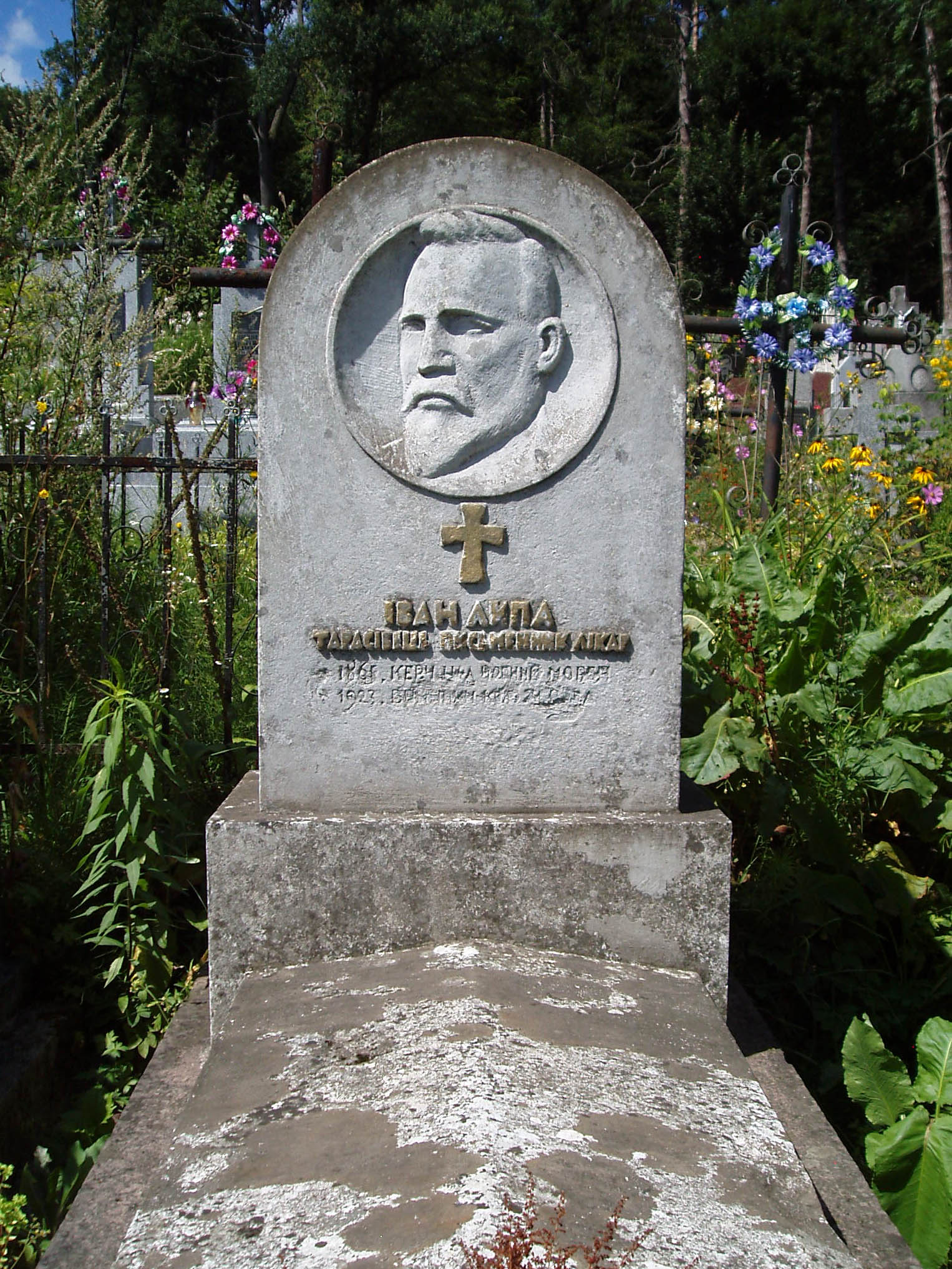
Tombe d'Ivan Lypa classée[2],
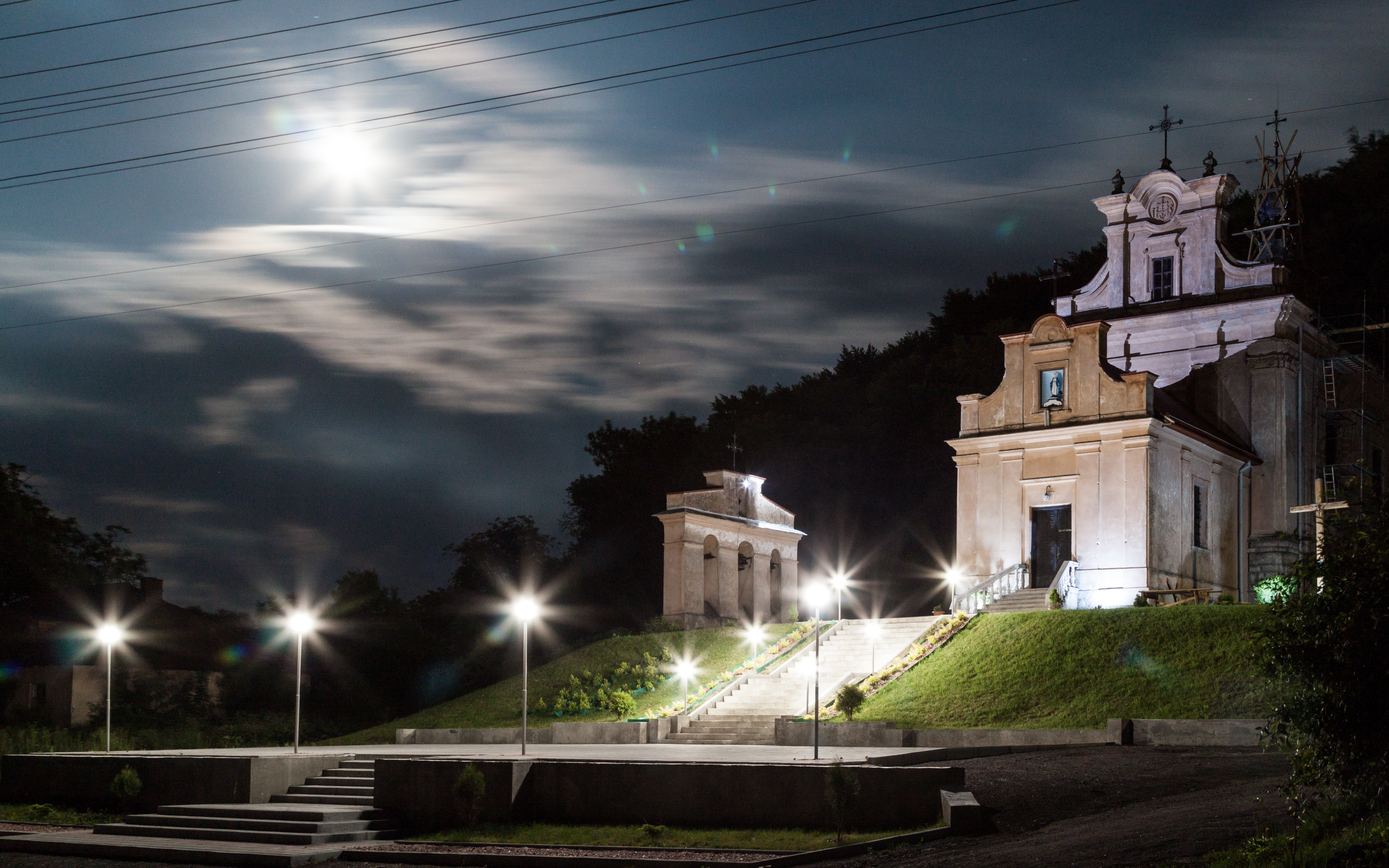
l'église de l'Assomption classée[3],
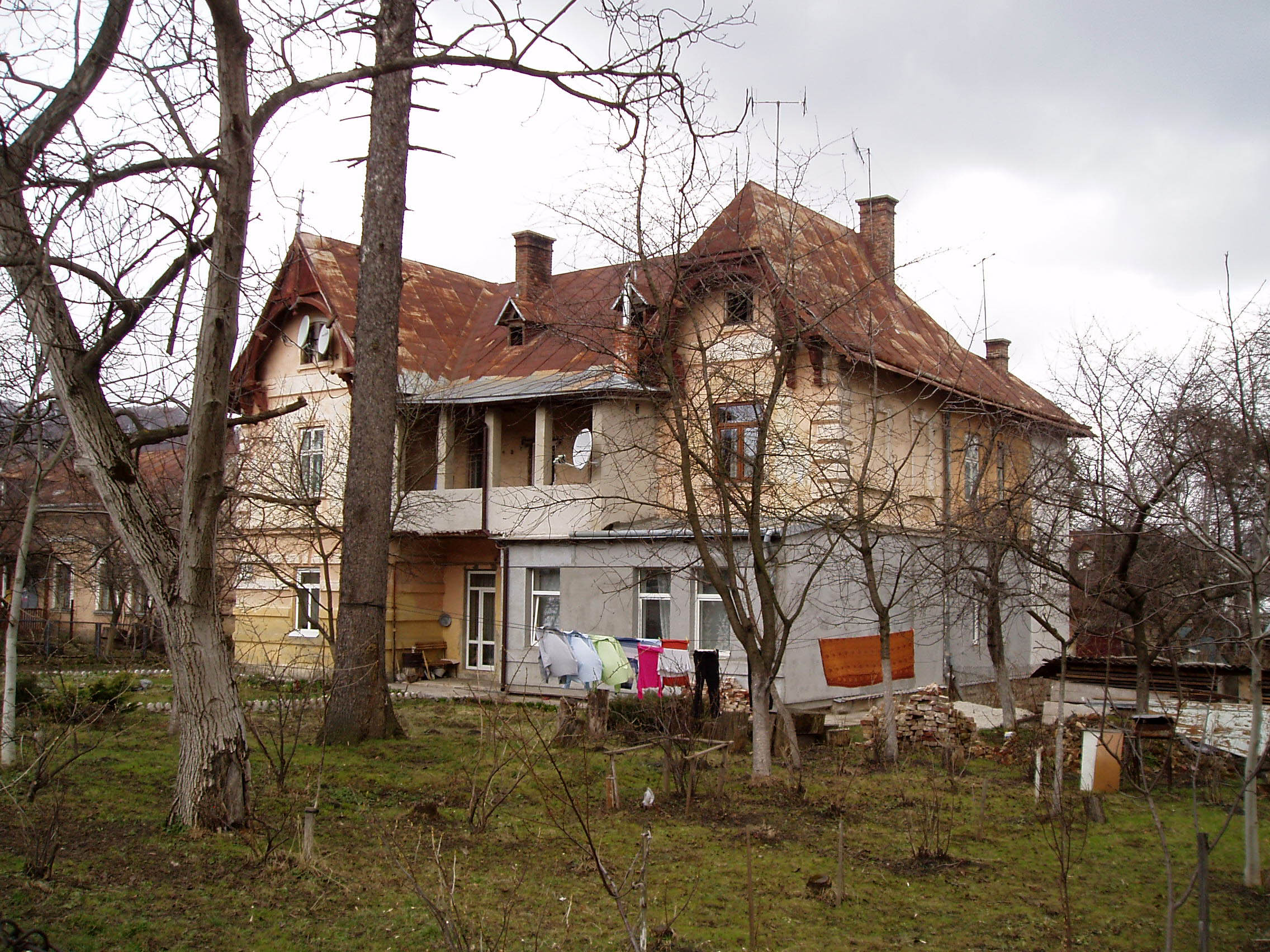
maison classée[4],
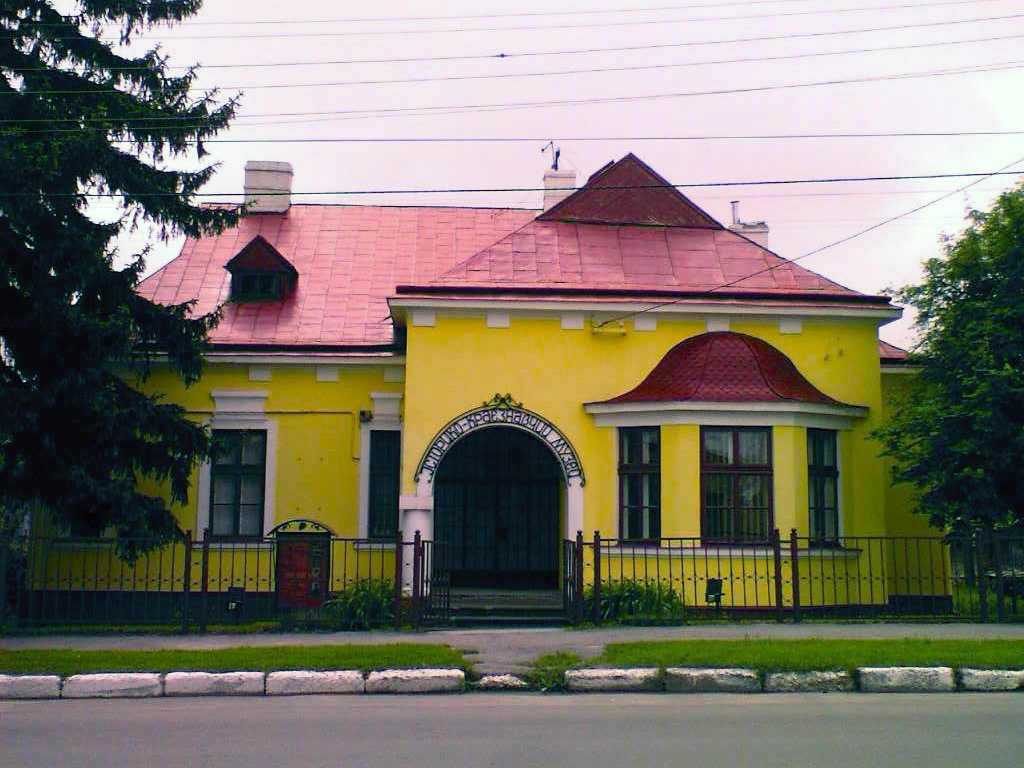
musée de Vynnyky,
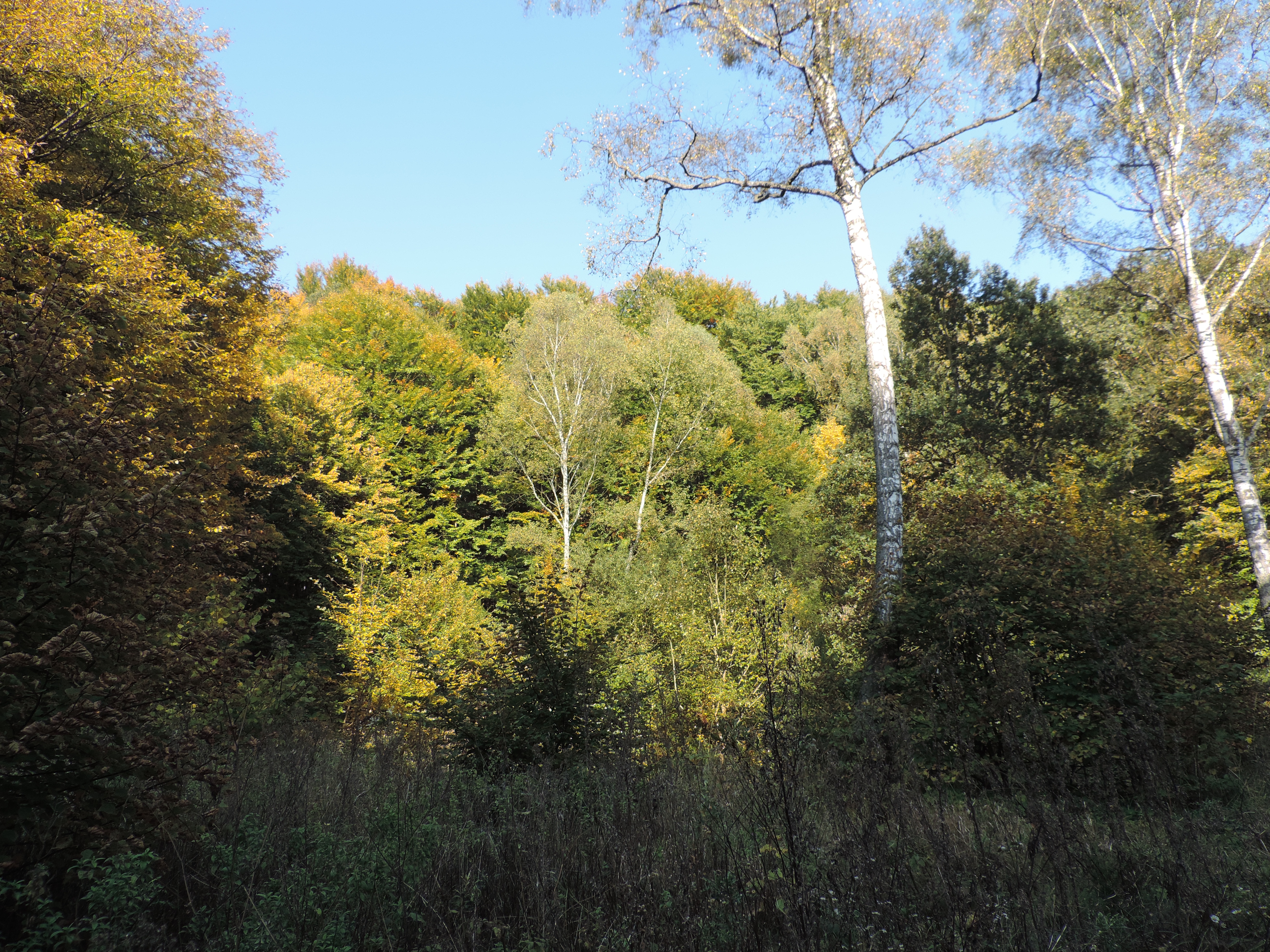
réserve naturelle classée[5],
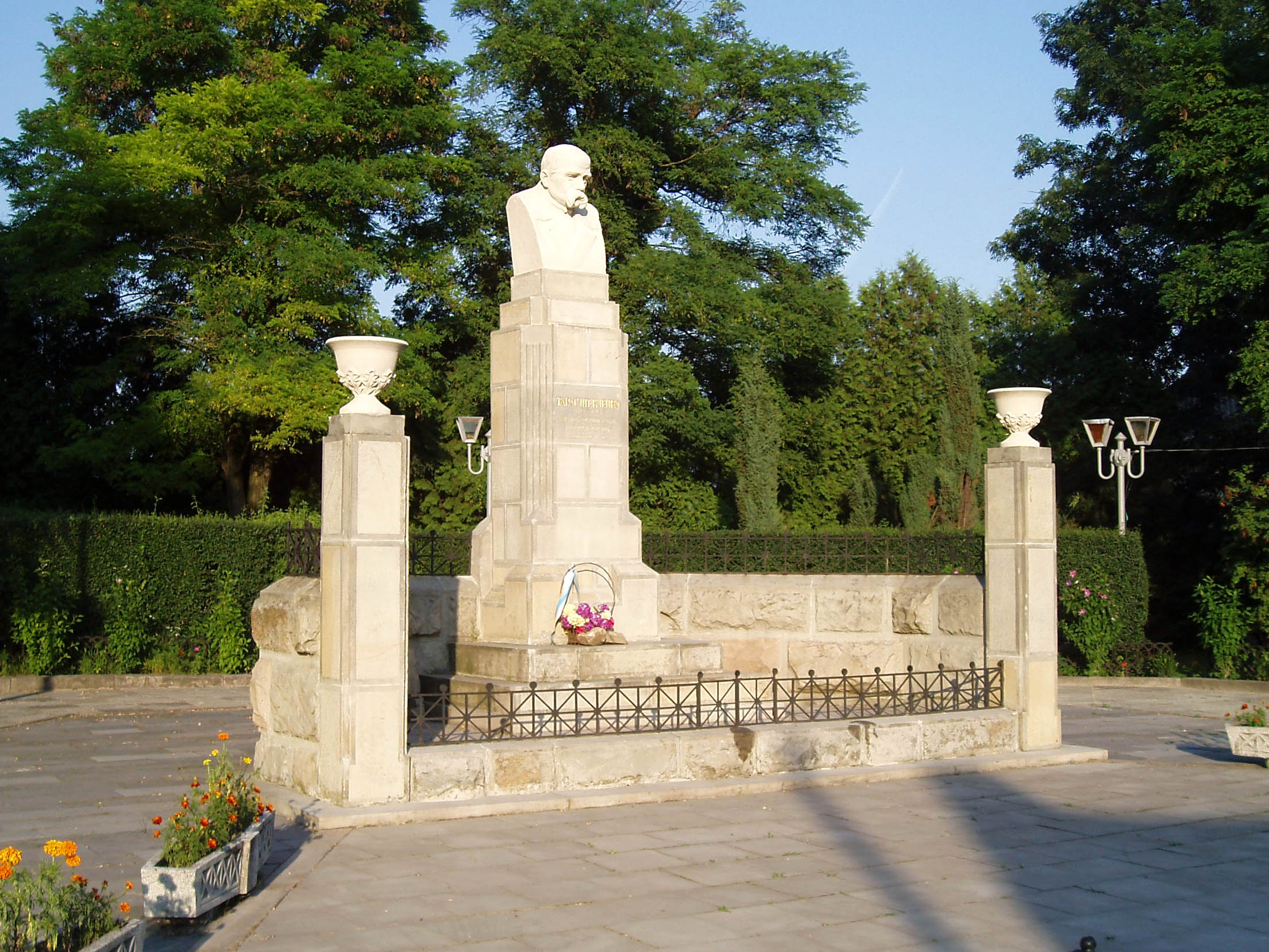
buste de Taras Chevtchenko classé[6].